# 32296 Aninsayana
32296 Aninsayana este o planetă minoră (asteroid), cu un diametru de 7,091 km, din centura de asteroizi. A fost descoperită pe 24 august 2000 la Experimental Test Site⁠(d) de Lincoln Near-Earth Asteroid Research. 
Obiectul prezintă o orbită caracterizată de o semiaxă mare de 3,0965425 UAi, o excentricitate de 0,06, o înclinație de 1,84278 ° în raport cu ecliptica.